# Hypodoxa fulgurea
Hypodoxa fulgurea là một loài bướm đêm trong họ Geometridae.